# Cephalotes obscurus
Espèce
Synonymes
- † Zacryptocerus obscurus

Cephalotes obscurus est une espèce éteinte de fourmis arboricoles du genre Cephalotes,.

## Distribution et datation
Nous ne possédons pas encore assez de données sur cette espèce pour identifier sa distribution. Néanmoins, on peut affirmer que son aire endémique a rapport à l'île d'Hispaniola en République dominicaine, puisque le fossile qui a permis sa classification a été découvert fossilisé dans de l'ambre dominicain. Cet ambre est daté du Miocène (Burdigalien à Langhien), soit il y a environ entre 20,44 et 13,82 millions d'années.

## Description
Comme les autres espèces du genre Cephalotes, elles sont caractérisées par l'existence de soldats spécialisés dotés d'une tête surdimensionnée et plate ainsi que des pattes plus plates et plus larges que leurs cousines terrestres. Elles peuvent ainsi se déplacer d'un arbre à un autre dans une forêt.
Elle fut décrite et classifiée pour la première fois par les entomologistes allemands Gijsbertus Vierbergen et Joachim Scheven en 1995.

## Publications originales
(en) Vierbergen, G. & J. Scheven. 1995 : « Nine new species and a new genus of Dominican amber ants of the tribe (Cephalotini Hymenoptera: Formicidae) ». Creation Research Society Quarterly, vol. 32, n. 3, p. 158–170
(en) Diversity and Adaptation in the Ant Genus Cephalotes Past and Present (Hymenoptera, Formicidae)